# William Tannen (Schauspieler)

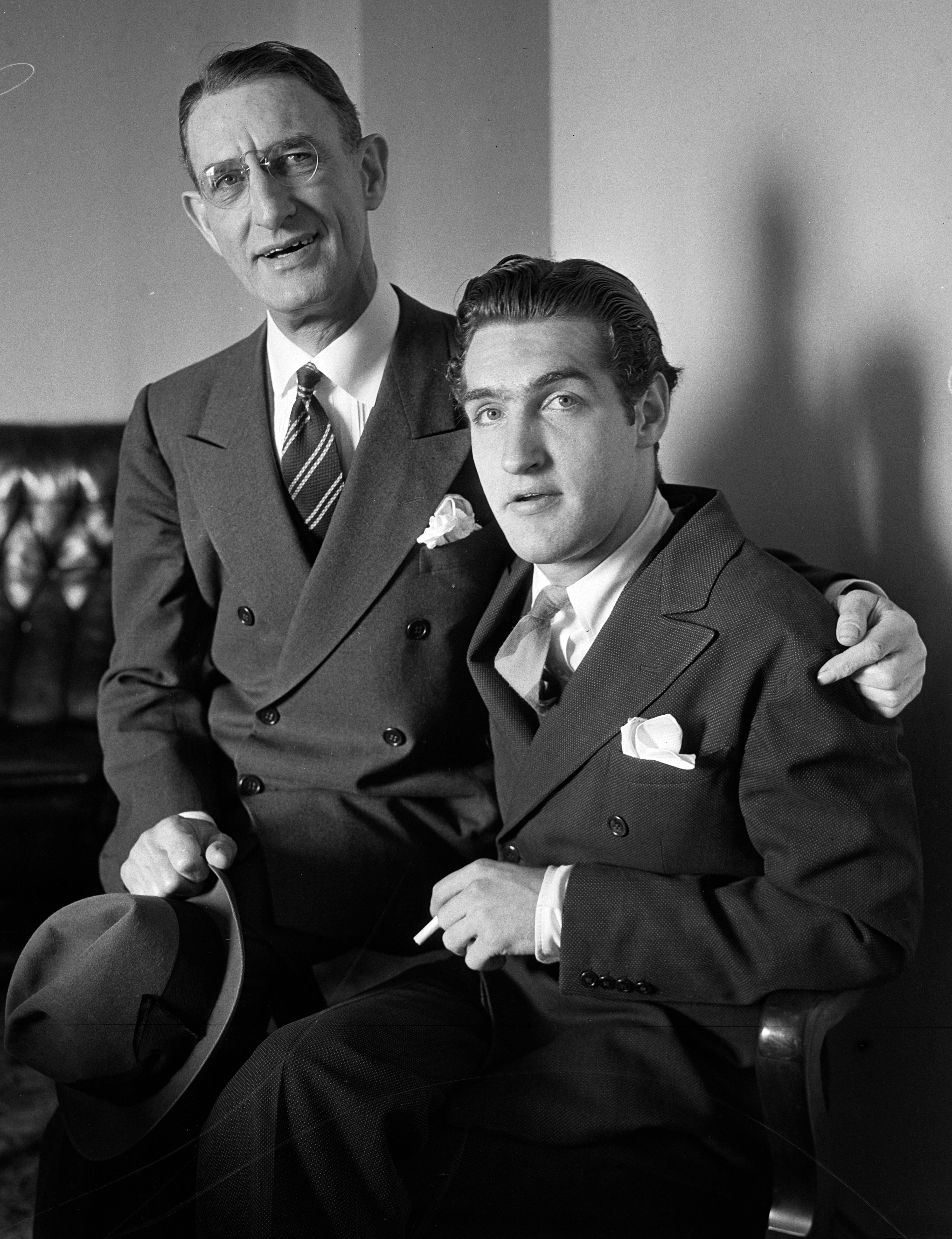
William Tannen (rechts) mit seinem Vater Julius (um 1936)

William Tannen (* 17. November 1911 in New York City, New York; † 2. Dezember 1976 in Woodland Hills, Kalifornien) war ein US-amerikanischer Schauspieler.

## Leben und Werk
William Tannen war Sohn des Vaudeville Stars und späteren Filmschauspielers Julius Tannen sowie Bruder des Schauspielers Charles Tannen. Er begann seine Karriere am Theater. Anfang der 1930er Jahre trat er mehrmals am Broadway auf, zum Beispiel neben Katharine Cornell in dem Stück Lucrece, das Ende 1932/Anfang 1933 im Belasco Theatre aufgeführt wurde.
Seine Filmkarriere begann er bei Metro-Goldwyn-Mayer, wo er ab Juli 1934 unter Vertrag stand. William Tannen hatte in seiner Karriere zwar viele Rollen (die Internet Movie Database listet über 300 Auftritte auf), es waren aber stets Nebenrollen, die zumeist „uncredited“ waren, wie zum Beispiel in Lachende Augen, einem seiner ersten Filme. Er war in Filmen wie Blinde Wut, Drunter und drüber, Arzt und Dämon, Die Frau mit den zwei Gesichtern, Die Frau, von der man spricht, Das Gespenst von Canterville, Das siebte Kreuz, Die drei Musketiere, Tänzer vom Broadway, Der Mann, der herrschen wollte, Das letzte Gefecht, Im Zeichen des Bösen oder Auch ein Sheriff braucht mal Hilfe zu sehen, wie auch bei einzelnen Filmen von Filmserien wie der Dünner-Mann-Filmreihe (Dünner Mann, 3. Fall), der Dr. Kildare/Dr. Gillespie Reihe (Dr. Kildare: Das Geheimnis, Dr. Kildare’s Victory, Dark Delusion) oder den Tarzanfilmen mit Johnny Weissmüller (Tarzans Abenteuer in New York). Zudem trat er auch mit Komödianten wie den Marx Brothers (in Die Marx Brothers im Kaufhaus), Laurel und Hardy (in Laurel und Hardy: Schrecken aller Spione) oder Abbott und Costello (in Abbott and Costello in Hollywood) auf.
Ab den 1950er Jahren nahm er zunehmend Gastrollen in Fernsehserien wie The Lone Ranger, Tausend Meilen Staub, Perry Mason, Die Unbestechlichen, Bonanza, Die Leute von der Shiloh Ranch, Lassie, High Chaparral oder Rauchende Colts an. Zudem spielte er die wiederkehrende Rolle des Deputy Hal Norton in 57 Folgen der Fernsehserie Wyatt Earp greift ein. Anfang der 1970er Jahre beendete er seine Karriere.
Willam Tanner heiratete 1935 die Schauspielerin Donrue Leighton, die Ehe wurde aber bald wieder geschieden. Er starb am 2. Dezember 1976 und wurde im Valhalla Memorial Park in North Hollywood beerdigt.
Synchronisiert wurde William Tannen von verschiedenen Sprechern, darunter Manfred Schott und Eberhard Haar.

## Filmografie (Auswahl)

### Filme
- 1934: Lachende Augen (Bright Eyes)
- 1934: The Band Plays On
- 1935: She Couldn’t Take It
- 1936: Kleinstadtmädel (Small Town Girl)
- 1936: Speed
- 1936: Blinde Wut (Fury)
- 1937: When Love Is Young
- 1937: Hoheit tanzt inkognito (Rosalie)
- 1938: The Mad Miss Manton
- 1938: Dramatic School
- 1939: Auf in den Kampf (Stand Up and Fight)
- 1939: Tanz auf dem Eis (The Ice Follies of 1939)
- 1939: Drunter und drüber (It’s a Wonderful World)
- 1939: 6000 Enemies
- 1939: Drunk Driving
- 1939: Dünner Mann, 3. Fall (Another Thin Man)
- 1939: Dr. Kildare: Das Geheimnis (The Secret of Dr. Kildare)
- 1940: Broadway Melodie 1940 (Broadway Melody of 1940)
- 1940: Two Girls on Broadway
- 1940: Tödlicher Sturm (The Mortal Storm)
- 1940: New Moon
- 1940: Liebling, du hast dich verändert (I Love You Again)
- 1940: Der Draufgänger (Boom Town)
- 1940: Wyoming
- 1940: Flight Command
- 1941: Forbidden Passage
- 1941: Love Crazy
- 1941: Allein unter Gangstern (The Getaway)
- 1941: Die Marx Brothers im Kaufhaus (The Big Store)
- 1941: Whistling in the Dark
- 1941: Arzt und Dämon (Dr. Jekyll and Mr. Hyde)
- 1941: Down in San Diego
- 1941: Blutrache (The Corsican Brothers)
- 1941: Die Frau mit den zwei Gesichtern (Two-Faced Woman)
- 1941: Main Street on the March!
- 1942: Nazi Agent
- 1942: Dr. Kildare’s Victory
- 1942: Die Frau, von der man spricht (Woman of the Year)
- 1942: Joe Smith, American
- 1942: Don’t Talk
- 1942: Schiff ahoi! (Ship Ahoy)
- 1942: Schatten am Fenster (Fingers at the Window)
- 1942: Tarzans Abenteuer in New York (Tarzan’s New York Adventure)
- 1942: The Affairs of Martha
- 1942: Mr. Blabbermouth!
- 1942: Cairo
- 1942: The War Against Mrs. Hadley
- 1942: For Me and My Gal
- 1942: Stand by for Action
- 1943: Laurel und Hardy: Schrecken aller Spione (Air Raid Wardens)
- 1943: Bühne frei für Lily Mars (Presenting Lily Mars)
- 1943: Nacht der tausend Sterne (Thousands Cheer)
- 1944: Main Street Today
- 1944: Das Gespenst von Canterville (The Canterville Ghost)
- 1944: Das siebte Kreuz (The Seventh Cross)
- 1944: An American Romance
- 1945: A Gun in His Hand
- 1945: Weekend im Waldorf (Week-End at the Waldorf)
- 1945: Abbott and Costello in Hollywood
- 1946: Three Wise Fools
- 1947: Dark Delusion
- 1947: Cynthia
- 1947: Bezaubernde Lippen (This Time for Keeps)
- 1947: Liebe in Fesseln (Cass Timberlane)
- 1947: Killer McCoy
- 1947: Ihre beiden Verehrer (It Happened in Brooklyn)
- 1948: B.F.’s Daughter
- 1948: Dr. Johnsons Heimkehr (Homecoming)
- 1948: Der Superspion (A Southern Yankee)
- 1948: Liebe an Bord (Luxury Liner)
- 1948: Der Pantoffelheld (An Innocent Affair)
- 1948: Die drei Musketiere (The Three Musketeers)
- 1948: Achtung! Atomspione! (Walk a Crooked Mile)
- 1949: Command Decision
- 1949: Tänzer vom Broadway (The Barkleys of Broadway)
- 1949: Hoher Einsatz (Any Number Can Play)
- 1949: Der Mann, der herrschen wollte (All the King’s Men)
- 1949: Der Berg des Schreckens (Lust for Gold)
- 1949: Spiel zu dritt (Take Me Out to the Ball Game)
- 1949: Sumpf des Verbrechens (Scene of the Crime)
- 1949: Abandoned
- 1950: Ein charmanter Flegel (Key to the City)
- 1950: Duell in der Manege (Annie Get Your Gun)
- 1950: Armored Car Robbery
- 1950: Verurteilt (Convicted)
- 1950: Drei kleine Worte (Three Little Words)
- 1950: Frauengeheimnis (Three Secrets)
- 1950: Buschteufel im Dschungel (Pygmy Island)
- 1951: Unsichtbare Gegner (Santa Fe)
- 1951: Der Todesfelsen von Colorado (New Mexico)
- 1951: Mississippi-Melodie (Show Boat)
- 1951: Tödliches Pflaster Sunset Strip (The Strip)
- 1951: Ich war eine amerikanische Spionin (I Was an American Spy)
- 1951: Der Rächer (Best of the Badmen)
- 1951: Die Flamme von Arabien (Flame of Araby)
- 1952: Scaramouche, der galante Marquis (Scaramouche)
- 1952: Sturmgeschwader Komet (Flat Top)
- 1952: Stadt der Illusionen (The Bad and The Beautiful)
- 1952: Hyänen der Unterwelt (Loan Shark)
- 1952: Schrei aus dem Dschungel (Jungle Jim in the Forbidden Land)
- 1953: König der Piraten (Raiders of the Seven Seas)
- 1953: Der Richter bin ich (I, the Jury)
- 1953: Taxi 539 antwortet nicht (99 River Street)
- 1953: Küss mich, Kätchen! (Kiss Me Kate)
- 1954: Die Welt gehört der Frau (Woman’s World)
- 1954: Das letzte Gefecht (Sitting Bull)
- 1954: The Bob Mathias Story
- 1954: Bomba und der goldene Götze (The Golden Idol)
- 1955: Unbesiegt (Top Gun)
- 1956: Lockende Versuchung (Friendly Persuasion)
- 1957: Giftiger Schnee (A Hatful of Rain)
- 1957: Jailhouse Rock – Rhythmus hinter Gittern (Jailhouse Rock)
- 1958: Im Zeichen des Bösen (Touch of Evil)
- 1964: In Montana ist die Hölle los (The Quick Gun)
- 1965: Wie bringt man seine Frau um (How to Murder Your Wife)
- 1965: Entscheidung am Big Horn (The Great Sioux Massacre)
- 1966: Batman hält die Welt in Atem (Batman)
- 1969: Auch ein Sheriff braucht mal Hilfe (Support Your Local Sheriff!)

### Fernsehserien
- 1950–1956: The Lone Ranger (3 Folgen, 3 Rollen)
- 1951–1953: The Adventures of Kit Carson (7 Folgen, 7 Rollen)
- 1952–1955: The Roy Rogers Show (8 Folgen, 8 Rollen)
- 1954: Captain Midnight (Folge 1x02)
- 1954–1956: Annie Oakley (6 Folgen, 6 Rollen)
- 1954, 1964: Im wilden Westen (Death Valley Days , 2 Folgen, 2 Rollen)
- 1955–1958: Wyatt Earp greift ein (The Life and Legend of Wyatt Earp, 57 Folgen, 2 Rollen)
- 1956: Sergeant Preston (Sergeant Preston of the Yukon, Folge 1x17)
- 1956: Die Texas Rangers (Tales of the Texas Rangers, Folge 1x25)
- 1957: Corky und der Zirkus (Circus Boy, Folge 1x21)
- 1957–1962: Wells Fargo (Tales of Wells Fargo, 7 Folgen, 7 Rollen)
- 1958: Richard Diamond, Privatdetektiv (Richard Diamond, Private Detektive, Folge 2x13)
- 1958: 26 Men (Folge 2x01)
- 1958–1962: Wagon Train (3 Folgen, 3 Rollen)
- 1959: Der Texaner (The Texan, Folge 1x37)
- 1959: Riverboat (Folge 1x08)
- 1959–1962: Tausend Meilen Staub (Rawhide, 5 Folgen, 5 Rollen)
- 1960: Wilder Westen Arizona (Tombstone Territory, Folge 3x15)
- 1960: Am Fuß der blauen Berge (Laramie, Folge 1x19)
- 1960: Sugarfoot (Folge 3x13)
- 1960: Josh (Wanted: Dead Or Alive, Folge 2x31)
- 1960–1966: Perry Mason (3 Folgen, 3 Rollen)
- 1961: Die Unbestechlichen (The Untouchables, 2 Folgen, 2 Rollen)
- 1961–1962: Kein Fall für FBI (The Detectives, 2 Folgen, 2 Rollen)
- 1962: Meine drei Söhne (My Three Sons, Folge 2x27)
- 1962: Dr. Kildare (Folge 2x03)
- 1963–1968: Bonanza (4 Folgen, 4 Rollen)
- 1965–1966: Die Leute von der Shiloh Ranch (The Virginian, 3 Folgen, 3 Rollen)
- 1966: Mini-Max (Get Smart, Folge 1x20)
- 1966: Lassie (Folge 13x11)
- 1966–1967: Daniel Boone (8 Folgen, 4 Rollen)
- 1967: Der Marshall von Cimarron (Cimarron Strip, Folge 1x14)
- 1967–1969: High Chaparral (The High Chaparral, 4 Folgen, 2 Rollen)
- 1968–1969: Rauchende Colts (Gunsmoke, 2 Folgen, 2 Rollen)
- 1969: Lancer (Folge 2x12)
- 1970: Die jungen Anwälte (The Young Lawyers, Folge 1x09)